# Soltanmuradlı
Soltanmuradlı är en ort i Azerbajdzjan.   Den ligger i distriktet İmişli Rayonu, i den centrala delen av landet, 170 km väster om huvudstaden Baku. Soltanmuradlı ligger 1 meter över havet och antalet invånare är 876.
Terrängen runt Soltanmuradlı är mycket platt. Närmaste större samhälle är Imishli, 7,5 km norr om Soltanmuradlı. 
Trakten runt Soltanmuradlı består till största delen av jordbruksmark. Runt Soltanmuradlı är det ganska tätbefolkat, med 58 invånare per kvadratkilometer.